# دون وارينغتون
دون وارينغتون (بالإنجليزية: Don Warrington)‏ هو ممثل بريطاني، ولد في 23 مايو 1951 في ترينيداد وتوباغو.

## وصلات خارجية
- دون وارينغتون على موقع IMDb (الإنجليزية)
- دون وارينغتون على موقع ألو سيني (الفرنسية)
- دون وارينغتون على موقع أول موفي (الإنجليزية)
- دون وارينغتون على موقع قاعدة بيانات الأفلام السويدية (السويدية)
- دون وارينغتون على موقع قاعدة بيانات الفيلم (الإنجليزية)
- دون وارينغتون على موقع كينوبويسك (الروسية)